# Hugh Willoughby

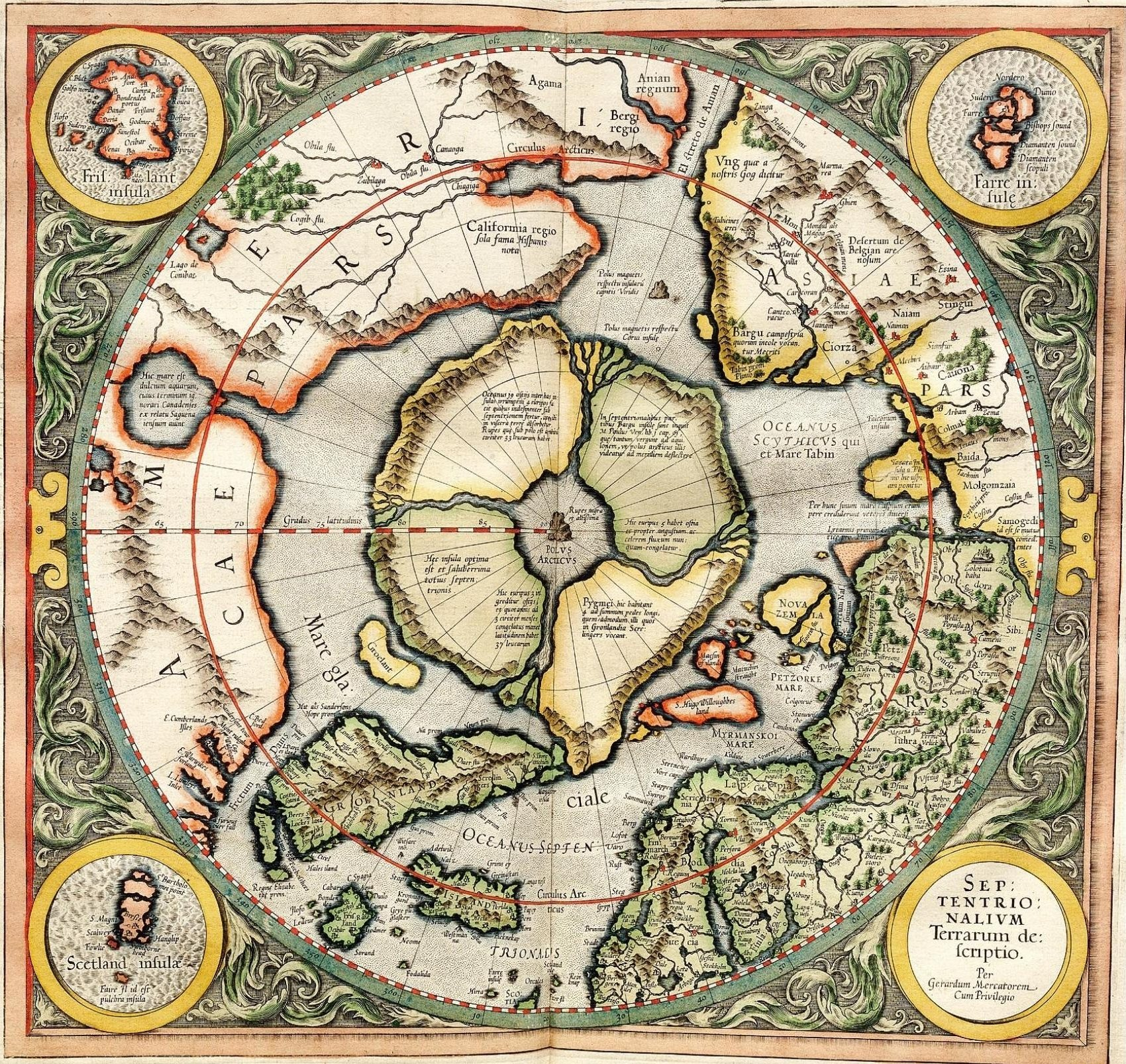
Willoughby's Land na mapie Mercatoa (1595)

Sir Hugh Willoughby (ur. ?, zm. 1554 na półwyspie Kola) – angielski żołnierz i żeglarz, poszukiwacz przejścia północno-wschodniego z Europy do Azji (1553).

## Życiorys
Willoughby był synem żołnierza i baroneta Sir Henry’ego Willoughby of Middleton (zm. 1528) . Sam również wybrał karierę wojskową, służąc podczas ekspedycji do Szkocji w 1544 roku . W tym samym roku uzyskał tytuł szlachecki . Następnie służył jako oficer na pograniczu Szkocji – w latach 1548–1549 był kapitanem zamku Lowther Castle . Najprawdopodobniej za namową Sebastiana Cabota (1472–1557) zainteresował się nawigacją i żeglarstwem . 
W 1553 roku Willoughby został mianowany dowódcą wyprawy finansowanej przez Kompanię Moskiewską (ang. Muscovy Company), kierowanej przez Cabota, w celu znalezienia przejścia północno-wschodniego do Azji. Głównym pilotem wyprawy został Richard Chancellor (zm. 1556). W ekspedycji brały udział trzy statki: „Bona Esperanza” dowodzona przez Willoughby’ego, „Edward Bonaventure” pod komendą Chancellora i „Bona Confidentia” dowodzona przez Corneliusa Durfortha. Jednostki zostały rozdzielone podczas sztormu u północnych wybrzeży Norwegii. 
Willoughby popłynął na wschód, docierając do wód okalających Nową Ziemię – widział ląd, lecz trudne warunki lodowe uniemożliwiły mu dalszą podróż. Ląd zooczony przez Willoughby’ego nazywano Willoughby's Land – Willoughby's Land znajduje się na mapie holenderskiego kartografa Petrusa Planciusa (1552–1622), a także na mapie Gerarda Merkatora (1512–1594).
W drodze powrotnej statek Willoughby’ego utknął w lodzie przy Półwyspie Kolskim, ani on, ani nikt z jego załogi nie przeżył. Arktycznej zimy nie przeżyła również załoga „Bona Confidentia”.  
Chancellor dotarł do portu w Archangielsku i na zaproszenie cara Rosji, zainteresowanego handlem z Anglią, Iwana IV Groźnego (1530–1584) udał się do Moskwy, skąd wrócił z porozumieniami handlowymi. Po jego powrocie, w 1555 roku doszło do utworzenia spółki akcyjnej Kompanii Moskiewskiej, która została objęta protektoratem królewskim i otrzymała wyłączność na handel z Rosją.